# Freddy Sanchez
Freddy Sanchez (né le 21 décembre 1977 à Hollywood, Californie, États-Unis) est un joueur de deuxième but de baseball qui joue dans les Ligues majeures de 2002 à 2011. 
Sanchez est le champion frappeur de la Ligue nationale en 2006 avec une moyenne au bâton de ,344 pour les Pirates de Pittsburgh. Il compte trois sélections au match des étoiles (2006, 2007 et 2009) et gagne la Série mondiale 2010 avec les Giants de San Francisco.

## Biographie

### Red Sox de Boston
Freddy Sanchez est drafté le 5 juin 2000 par les Red Sox de Boston. Il débute en ligue majeure le 10 septembre 2002. Il réussit son premier coup sûr en carrière le jour même, dans une présence comme frappeur suppléant face au lanceur Steven Kent des Devil Rays de Tampa Bay. 
Sanchez fait l'aller-retour entre les majeures et les mineures avant de devenir joueur régulier pour un club des grandes ligues en 2005. Il est transféré chez les Pirates de Pittsburgh le 31 juillet 2003 à l'occasion d'un échange impliquant plusieurs joueurs. Les Red Sox transfèrent Sanchez et le lanceur Mike Gonzalez à Pittsburgh en retour des lanceurs Jeff Suppan, Brandon Lyon et Anastacio Martínez.

### Pirates de Pittsburgh

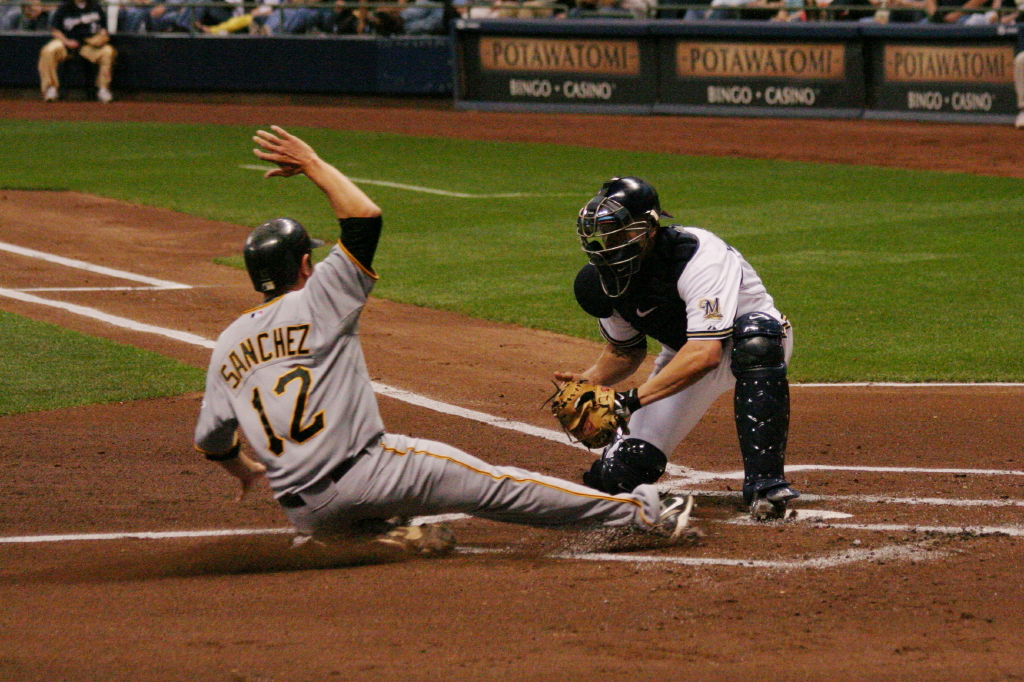
Freddy Sanchez, des Pirates, glisse au marbre dans un match contre Milwaukee.

En 2005, il remporte le championnat des frappeurs de la Ligue nationale de baseball grâce à une moyenne au bâton de ,344. Dans les ligues majeures, seul le champion frappeur de la Ligue américaine, Joe Mauer, affiche une moyenne (,347) supérieure. Sanchez mène de plus les majeures avec 53 doubles cette saison-là, et établit des records personnels dans plusieurs catégories offensives : les coups sûrs (200, bon pour la troisième place en Ligue nationale), les points produits (85) et les points marqués (85). Il est invité à son premier match d'étoiles à la mi-saison et, au terme de la campagne, reçoit quelques votes au scrutin du joueur par excellence de la ligue, prenant le 17e rang. Il réussit son premier coup de circuit dans les majeures le 3 juillet 2005 face à Doug Davis, lanceur des Brewers de Milwaukee.
En 2007, il frappe pour ,304 de moyenne au bâton avec 183 coups sûrs, un record personnel de 11 coups de circuit, 42 doubles, 81 points produits et 77 points marqués. Il honore une seconde sélection au match des étoiles.
Freddy Sanchez prolonge son contrat chez les Pirates le 5 février 2008. Il s'engage jusqu'à la fin de la saison 2009, avec une option pour le club pour 2010. Mais ses statistiques à l'attaque déclinent drastiquement en 2008, alors qu'il ne peut faire mieux qu'une moyenne au bâton de ,271 avec une récolte de 9 circuits et 52 points produits.
Malgré des statistiques moins impressionnantes qu'au cours de ses meilleures saisons, Sanchez représente les Pirates au match des étoiles 2009.

### Giants de San Francisco
Le 29 juillet 2009, Sanchez est échangé aux Giants de San Francisco contre le lanceur des ligues mineures Tim Alderson. Il termine la saison avec une moyenne au bâton de ,293 pour Pittsburgh et San Francisco, et 41 points produits.
À sa première année complète à San Francisco en 2010, Sanchez frappe pour ,292 avec 47 points produits. Avec neuf coups sûrs, Sanchez frappe pour ,360 de moyenne au bâton dans les six matchs opposants les Giants aux champions en titre de la Ligue nationale, les Phillies de Philadelphie, en Série de championnat 2010. Il se distingue en Série mondiale 2010 entre San Francisco et Texas, alors qu'il devient le premier joueur de l'histoire à frapper des doubles à chacune de ses trois premières présences au bâton en carrière en Série mondiale. Il égale un record, partagé avec sept autres joueurs, de la franchise des Giants avec quatre coups sûrs dans un même match de série finale. Sanchez fait partie de l'équipe championne des Giants, qui renverse Texas en cinq parties.
Le 10 juin 2011, il se disloque une épaule dans un match des Giants face aux Reds de Cincinnati après avoir fait une mauvaise chute en tentant de maîtriser un roulant frappé par Brandon Phillips. Une opération à l'épaule met fin à sa saison. En 60 parties jouées, sa moyenne au bâton est à ,289 avec 24 points produits. Il est absent du jeu en 2012 et son contrat avec les Giants vient à échéance sans qu'il ne soit de retour. Il joue en ligues mineures avec un club-école des Giants en 2012, mais une opération au dos en juillet met fin à ses espoirs de revenir au plus haut niveau.